# Nuctenea umbratica nigricans
Nuctenea umbratica là một phân loài nhện trong họ Araneidae.
Loài này thuộc chi Nuctenea. Nuctenea umbratica nigricans được Pelegrin Franganillo-Balboa miêu tả năm 1909.

## Hình ảnh

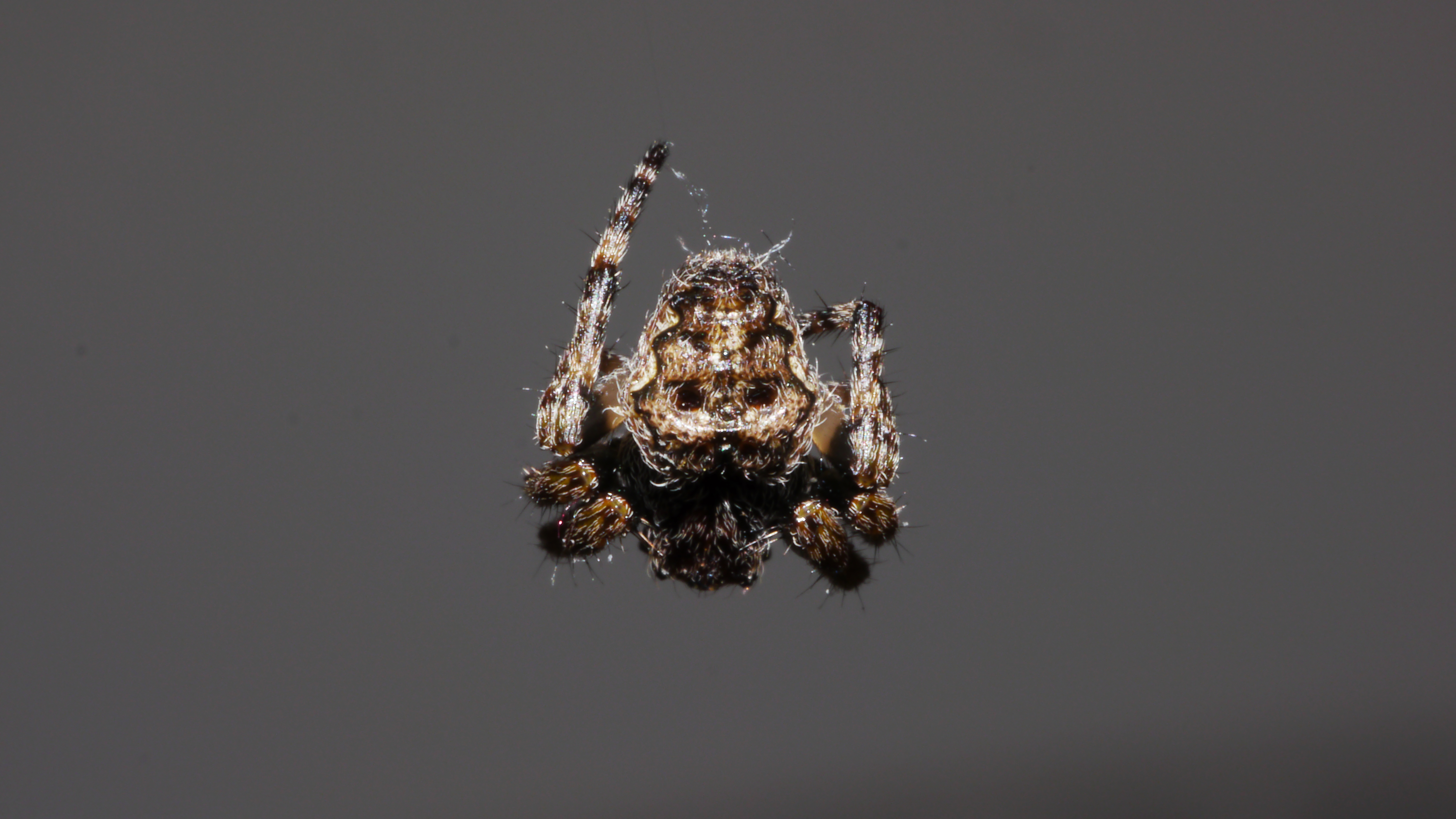
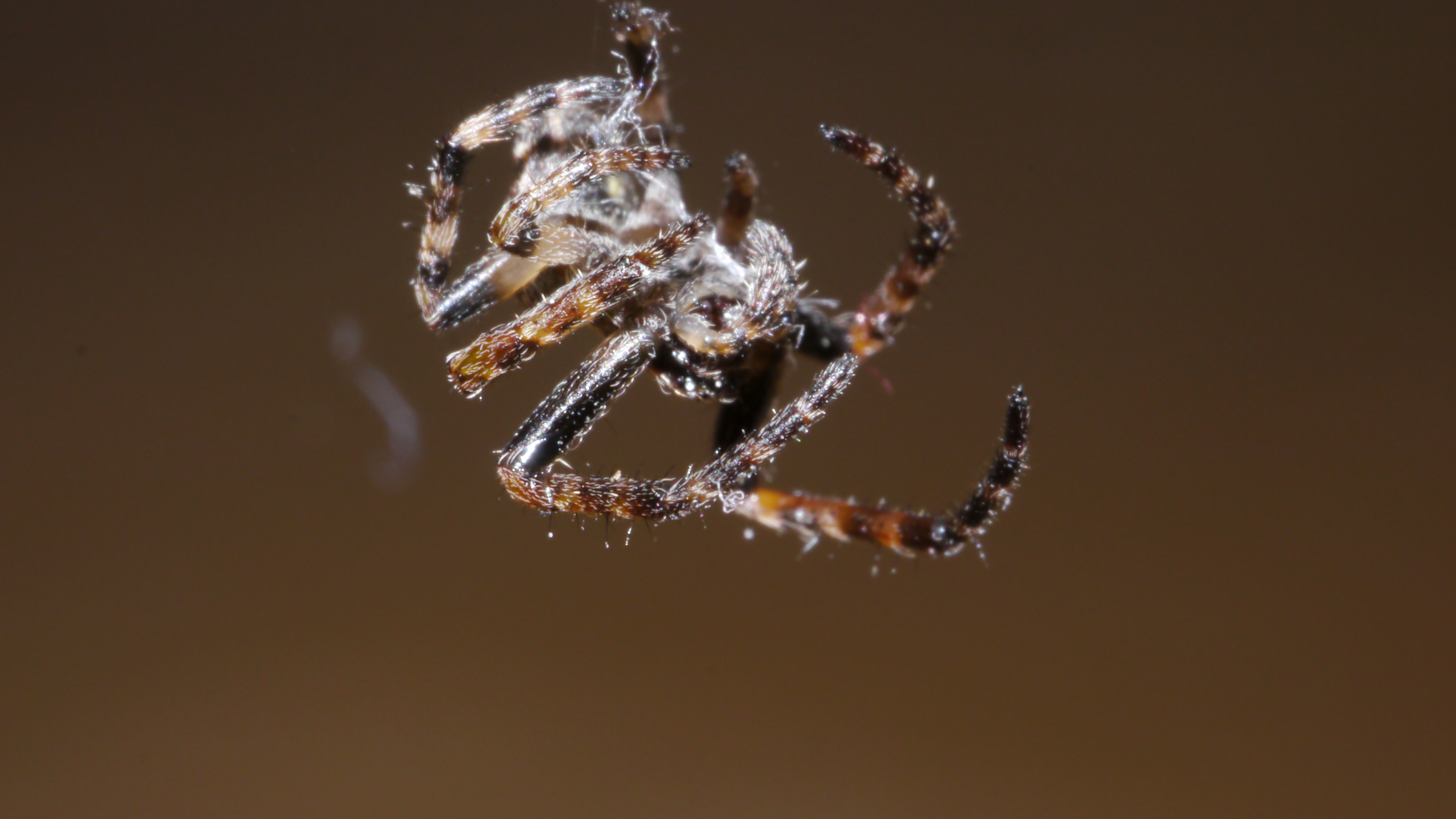
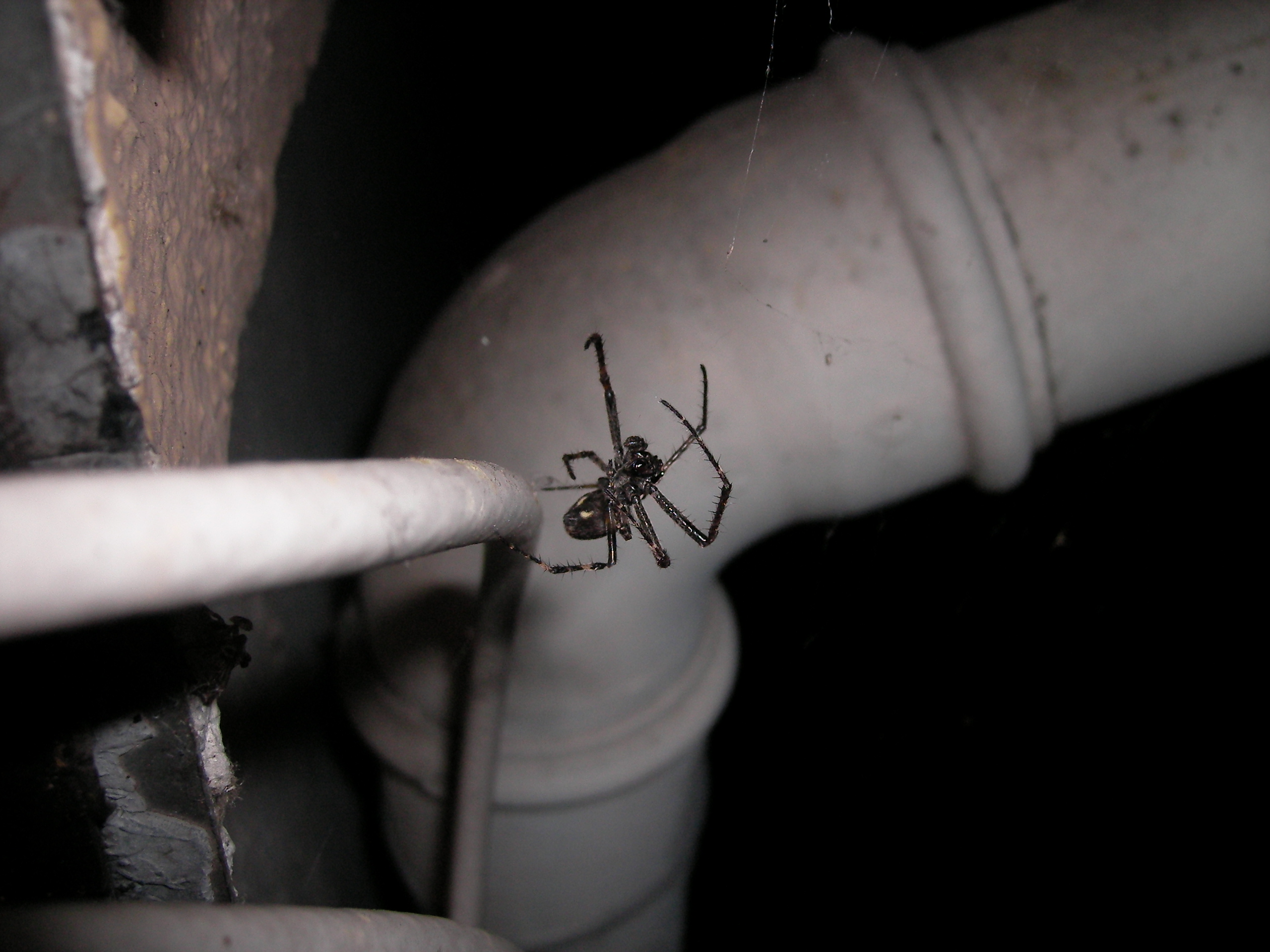
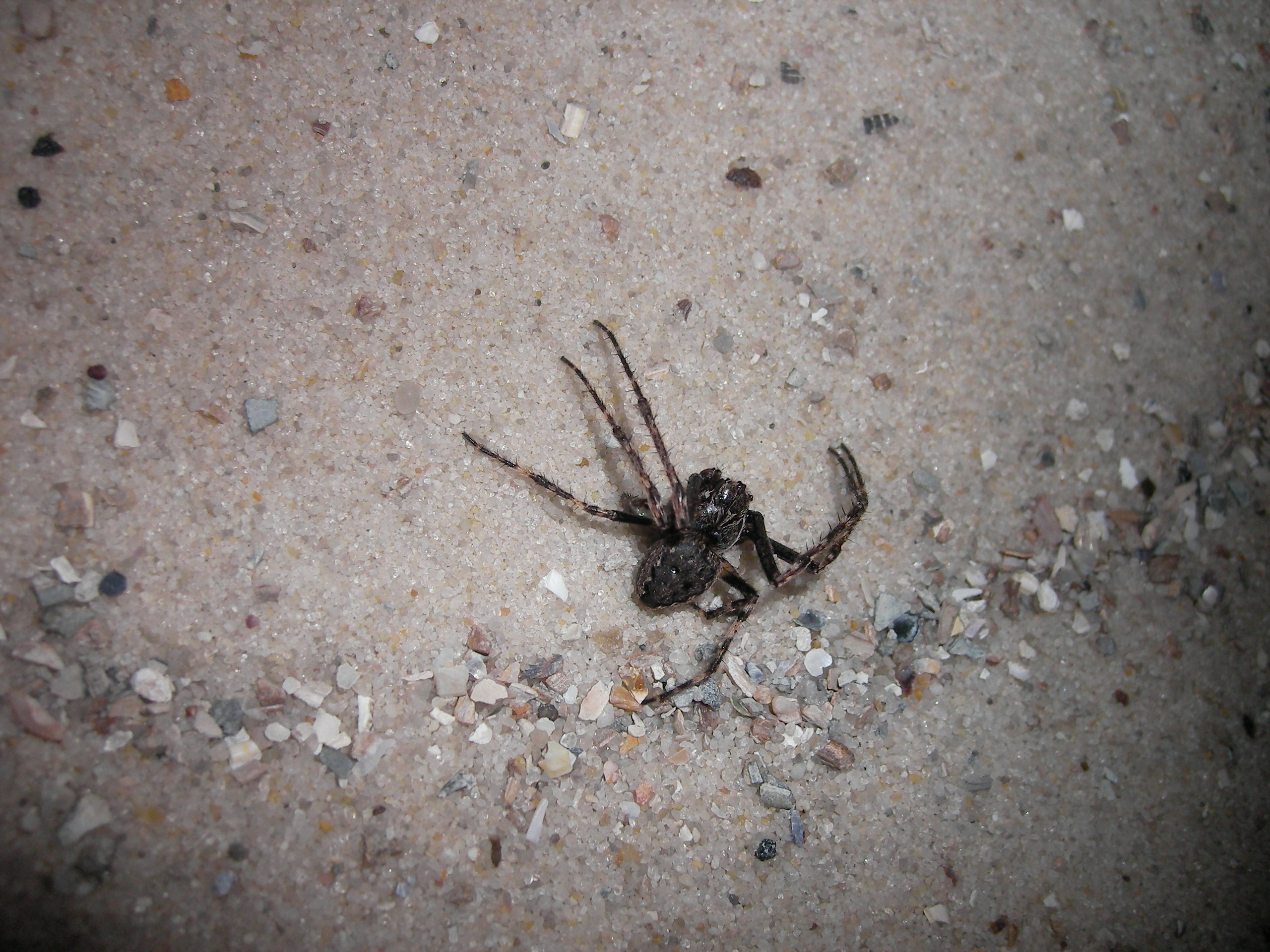